# Friedrich Schwab (Antiquar)

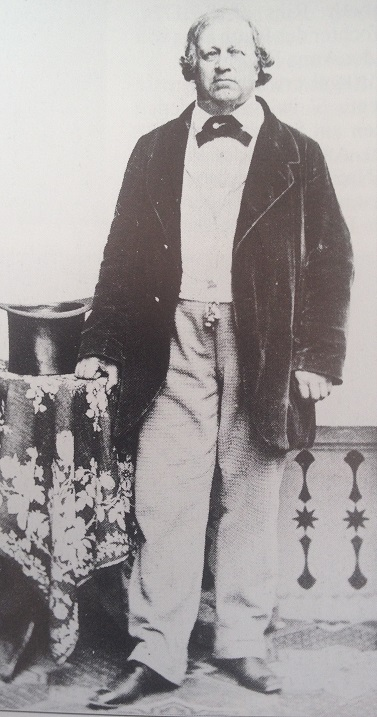
Friedrich Schwab (etwa um 1863)

Friedrich Schwab (* 19. Februar 1803 in Biel; † 5. September 1869 ebenda) war ein Schweizer Sammler und Pfahlbautenforscher. Er gilt als einer der Pioniere der archäologischen Forschung. Er war an der Entdeckung der archäologischen Stätte von La Tène beteiligt. Bekannt ist er international vor allem für die Sammlung Schwab im von ihm gegründeten und nach ihm benannten Museum Schwab.

## Werdegang
Friedrich Schwab stammte aus einer ursprünglich relativ einfachen Familie, die erst vor kurzem reich geworden war. Seine Familie hatte Ende des 16. Jahrhunderts das Schweizer Bürgerrecht der Stadt Biel erhalten. Die Schwab-Linie stellte in Biel zahlreiche Bauhandwerker. Sein Grossvater Peter Schwab (1707–1777) war Steinmetz. Dessen Sohn David Schwab (1748–1823) machte mit einer Fabrik für Indiennestoff in Torres Novas, Portugal, ein Vermögen. Später gründete er ein Import-Export-Unternehmen mit Südamerika, das zu einem der grössten in Portugal wurde. Als David Schwab in die Schweiz zurückkehrte, hatte er ein beträchtliches Vermögen angehäuft und profitierte von der Versteigerung des nationalen Eigentums durch die französischen Besatzer im Jahr 1798. Als Friedrich Schwab geboren wurde, war sein Vater zum grössten Grundbesitzer der Region geworden. 1817/18 liess er sich mitsamt seiner Familie in Bern einbürgern und erwarb das Gesellschaftsrecht bei Zimmerleuten.
Schwab besuchte das Gymnasium und machte eine kaufmännische Lehre in der Indiennefabrik Neuhaus & Cie. in Biel. Nach dem Tod seines Vaters im Jahr 1823 wandte sich Friedrich Schwab von den Handelsgeschäften ab und lebte von seinen Renten. Nach dem Tod seiner Mutter 1839 widmete er sich der Verwaltung der geerbten Ländereien und Weinberge. Er blieb ledig und lebte sein ganzes Leben lang mit seinem ebenfalls ledigen Bruder Emmanuel im väterlichen Haus an der Nidaugasse in Biel.
Aus den historischen Quellen geht hervor, dass Schwab 1847 als Oberst des Oberaargauer Bataillons am Sonderbundskrieg beteiligt war.

### Pfahlbauforscher

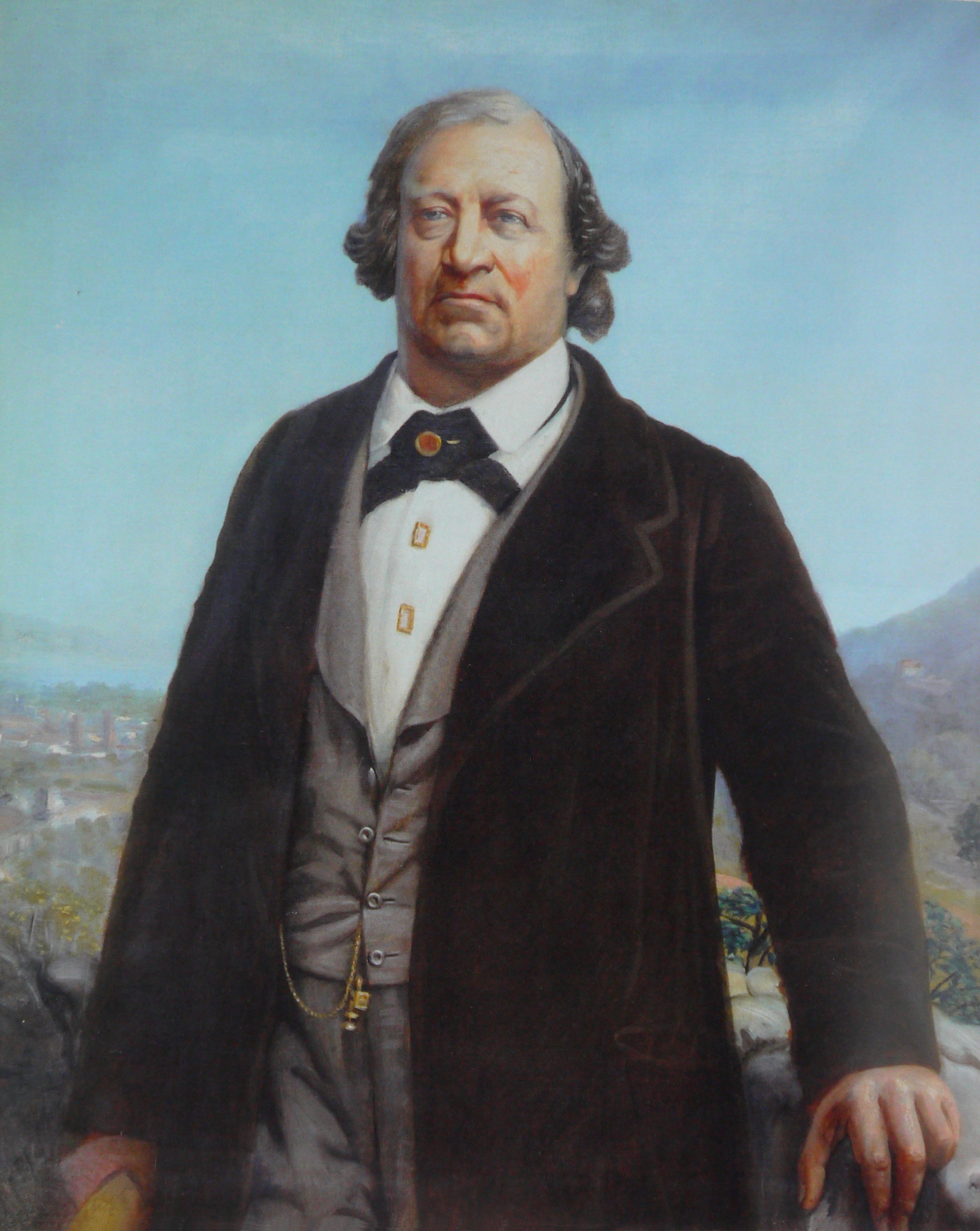
Friedrich Schwab 1871 gemalt von Aurèle Robert

Friedrich Schwab interessierte sich erst relativ spät für archäologische Ausgrabungen. Seine ersten Erkundungen im Bereich der Altertümer fanden 1852 an der Pfahlbausiedlung Nidau-Steinberg statt. Danach konzentrierte Schwab seine Forschung hauptsächlich auf die Überreste von Pfahlbauten und baute nach und nach eine der wichtigsten Sammlungen seiner Zeit in diesem Bereich auf. Er veröffentlichte seine Arbeiten nie, unterhielt jedoch eine aufschlussreiche und gut dokumentierte Korrespondenz mit Ferdinand Keller (Archäologe), dem Gründer der Antiquarischen Gesellschaft Zürich, mit dem er alle seine Prospektionen und Ideen teilte, die dieser in seinen Publikationen verbreitete. 1854 wurde Schwab Ehren- und korrespondierendes Mitglied der Antiquarischen Gesellschaft in Zürich.
Napoleon III. hätte die Pfahlbausammlung von Schwab gern für den französischen Staat gekauft, Schwab lehnte das Ansinnen jedoch ab. Das hielt ihn aber nicht davon ab, dem französischen Kaiser später einige wertvolle Gegenstände aus den Schweizer Seen zu schenken. Diese Gegenstände befinden sich heute im Musée d’Archéologie nationale in Saint-Germain-en-Laye. Napoleon III. war über die kostbaren Geschenke so erfreut, dass er Schwab mit einem Orden auszeichnen wollte. Schwab lehnte diesen jedoch dankend ab und erbat sich als passionierter Jäger stattdessen ein Gewehr der weltbekannten Firma Gastinne-Renette.

### Fundstellen in Seen
Seine unabhängige Stellung erlaubte es Schwab, die Seen der West- und Zentralschweiz nach stein-, bronze- und eisenzeitlichen Fundstellen zu untersuchen und in jahrelanger Forschung eine archäologische Sammlung aufzubauen, die weltbekannt wurde und sich an den Weltausstellungen von Paris 1867 und Wien 1873 ungeteilte Aufmerksamkeit sichern konnte.
In einer Zeit, in der die archäologische Forschung von Handlangern betrieben wurde, war Schwab eher ein Mann der Praxis. Er entwickelte mehrere Werkzeuge, um das Fischen nach Artefakten in Seen zu erleichtern. Dazu gehörten eine Zange, ein neuer Bootstyp, der für die Seefischerei geeignet war, sowie ein Hybridwerkzeug aus Schaufel und Sieb, um Sedimente zu durchsieben. 1855 stellte er seinen ersten Arbeiter Hans Kopp ein, da er bemerkte, dass dieser effizient und sorgfältig arbeitete und eine grosse Menge an Objekten heraufholte, die Schwab selbst nicht erkennen konnte. Hans Kopp war es auch, der die Ausgrabungsstätte La Tène im Rahmen eines Auftrags für Schwab entdeckte.

### Die Entdeckung der Fundstelle La Tène

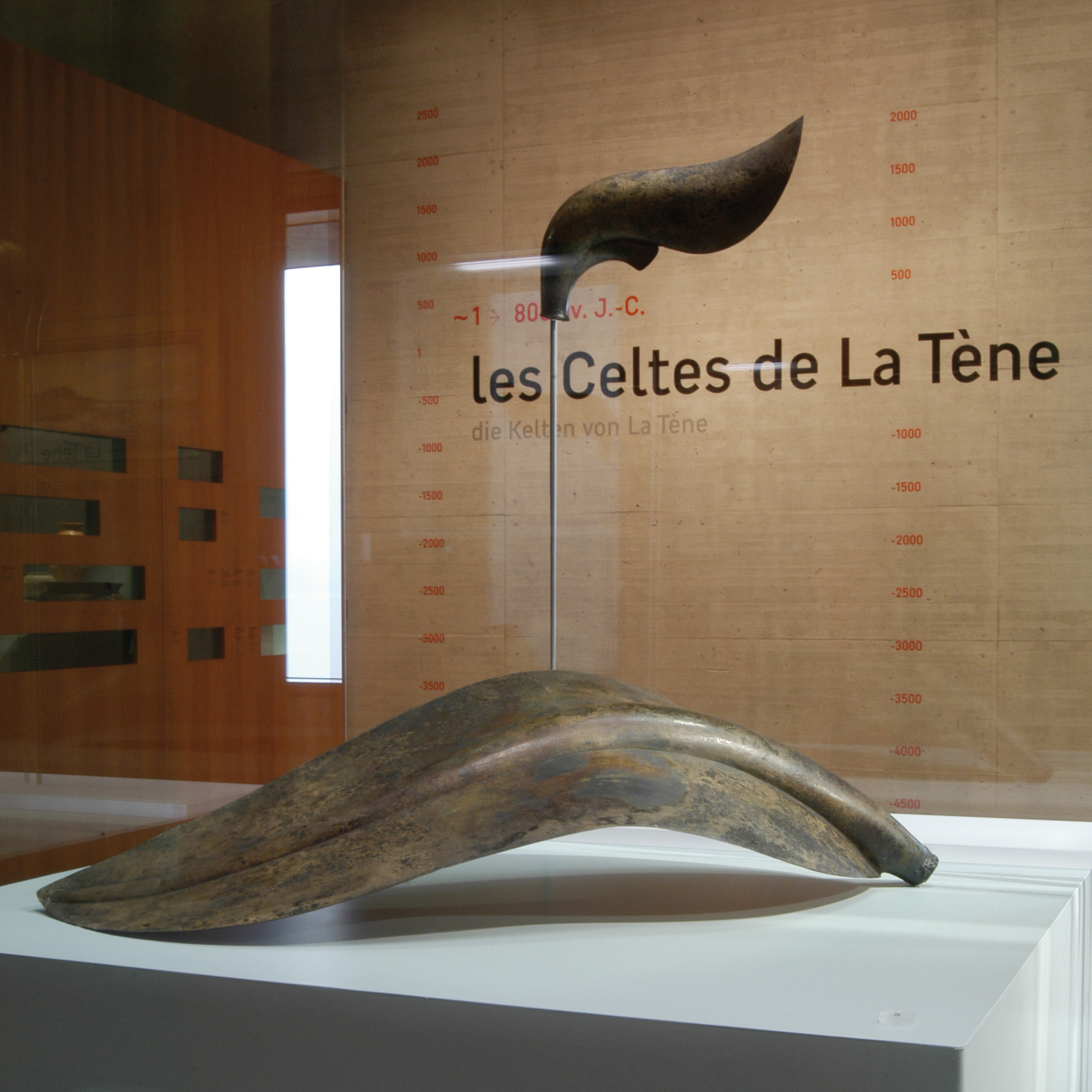
Fundstück aus La Tène, ausgestellt im Laténium

In einem Brief vom 17. November 1857 an Ferdinand Keller berichtet Schwab von der Entdeckung einer neuen Seeufersiedlung an der Zihlmündung. Die Fundstelle wimmelte von einer aussergewöhnlichen Menge an archäologischen Artefakten. Eines Morgens Anfang November 1857 machte sich Hans Kopp vom Bielersee aus auf den Weg zum Neuenburgersee. Er nahm die Teile und sah am Ausgang des Flusses, der die beiden Seen verbindet, eine «Lotsenstelle» (Pfosten unter Wasser), die noch nicht identifiziert worden war. Er zog es daher vor, seinen eigentlichen Auftrag, in der Umgebung von Concise nach Überresten zu suchen, abzubrechen, um diese neue Fundstelle zu untersuchen. Er sammelte etwa 40 Eisenobjekte, von denen die meisten in einem ausgezeichneten Erhaltungszustand waren. Zu dieser Zeit, also vor der ersten Juragewässerkorrektion (1868–1891), lag der Wasserstand des Neuenburgersees rund 2,7 Meter höher als heute. Die Fundstelle von La Tène befand sich also unter Wasser.
Schwab hatte Schwierigkeiten, die Datierung der Stätte zu bestimmen, die er mit einigem Zögern der römischen Epoche zuordnete. Ferdinand Keller bestärkte ihn darin, trotz der Anwesenheit von Gegenständen aus der Bronzezeit sowie morphologisch und typologisch neuartigen Eisenmaterialien. Später wurde die Stätte von La Tène als der Zweiten Eisenzeit zugehörig definiert und gab dieser Periode dank der Arbeiten von Édouard Desor ihren Namen.

Das Museum Schwab etwa 1890

## Museum Schwab und Sammlung Schwab
1865, vier Jahre vor seinem Tod, vermachte Schwab seine archäologischen Schätze der Stadt Biel. Damit zielte er nicht auf die Bewunderung durch seinesgleichen. Vielmehr wollte er in der Bieler Bevölkerung und insbesondere in der Jugend das Verständnis für Urgeschichte wecken. Der Stadt Biel vermachte er neben einer Sammlung auch 60'000 Franken, die später für den Bau eines Museums verwendet wurden. Dieses wurde 1873 als Museum Schwab eröffnet. Das Museum wurde samt der Sammlung Schwab 2012 in das Neue Museum Biel (NMB) integriert.